# マドゥライ空港
マドゥライ空港（マドゥライくうこう、タミル語:மதுரை பன்னாட்டு வானூர்தி நிலையம்、英語:Madurai Airport） (IATA: IXM, ICAO: VOMD) はインド・タミル・ナードゥ州マドゥライにある空港。マドゥライ駅から12kmの位置にある。1957年に開港した。

## 歴史
第二次世界大戦中の1942年、イギリス空軍が基地として利用したのが始まりである。
2010年9月12日に新ターミナルが完成し、国際線に対応できるようになった。
2010年12月31日、マドゥイラ空港を税関空港とする通達が出され、2011年1月1日に発効された。2012年8月25日には初の国際便となるマレーシア発のチャーター便が2便到着した。2012年9月20日、スパイスジェットがマドゥライ-コロンボ線を就航し、マドゥライ空港初の国際定期便となった。
州南部からの輸出を増やすため、州財務省の税務局は2013年5月28日付で貨物の取り扱いを許可する通達を出した。

## ターミナル
2つのターミナルが隣接して建ち、国際線と国内線の両方を扱っている。インド空港局は旧ターミナルを貨物施設にする計画を立てている。

### 旅客ターミナル

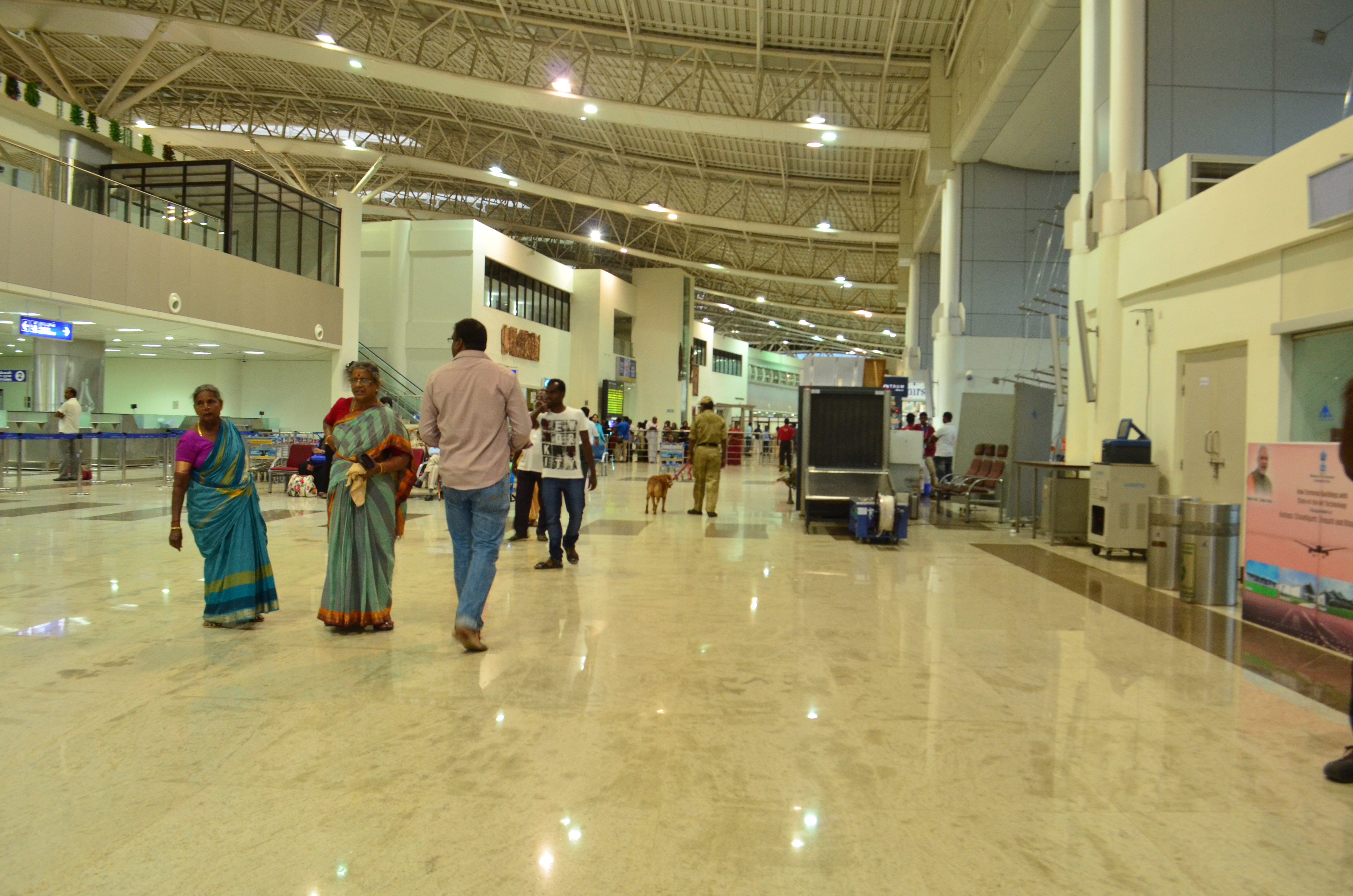
空港のターミナル

インド国内の空港の近代化の一環として、12億9千万ルピーかけて新たに近代的な旅客ターミナルが建設され、2010年9月12日に落成式が行われた。大型機に対応するべく、滑走路を12,500フィート（3,810メートル）に延長するための用地（610エーカー）の取得も進められている。このターミナルの敷地面積は17,560平方メートルで、500人（出発客・到着客それぞれ250人）を処理できる。駐車場には乗用車が375台、バスが10台駐車できる。
新ターミナルにはインド空港局のVIPラウンジが1か所、タミル・ナードゥ州商工会議所のCIPラウンジが1か所ある。

### 貨物ターミナル
貨物取扱量の増加が予想されるため、インド空港局は旧ターミナルを貨物施設に改造する計画を立てている。州財務省の税務局は2013年5月28日付で貨物の取り扱いを許可する通達を出した。

## 拡張計画
空港の基本計画には貨物施設および2つのターミナルの新設、滑走路の延長やその他の施設の拡張などが含まれる。インド空港局は旅客の増加に対応するため、新ターミナルや管制塔の用地取得も進めている。

## 就航航空会社と就航都市

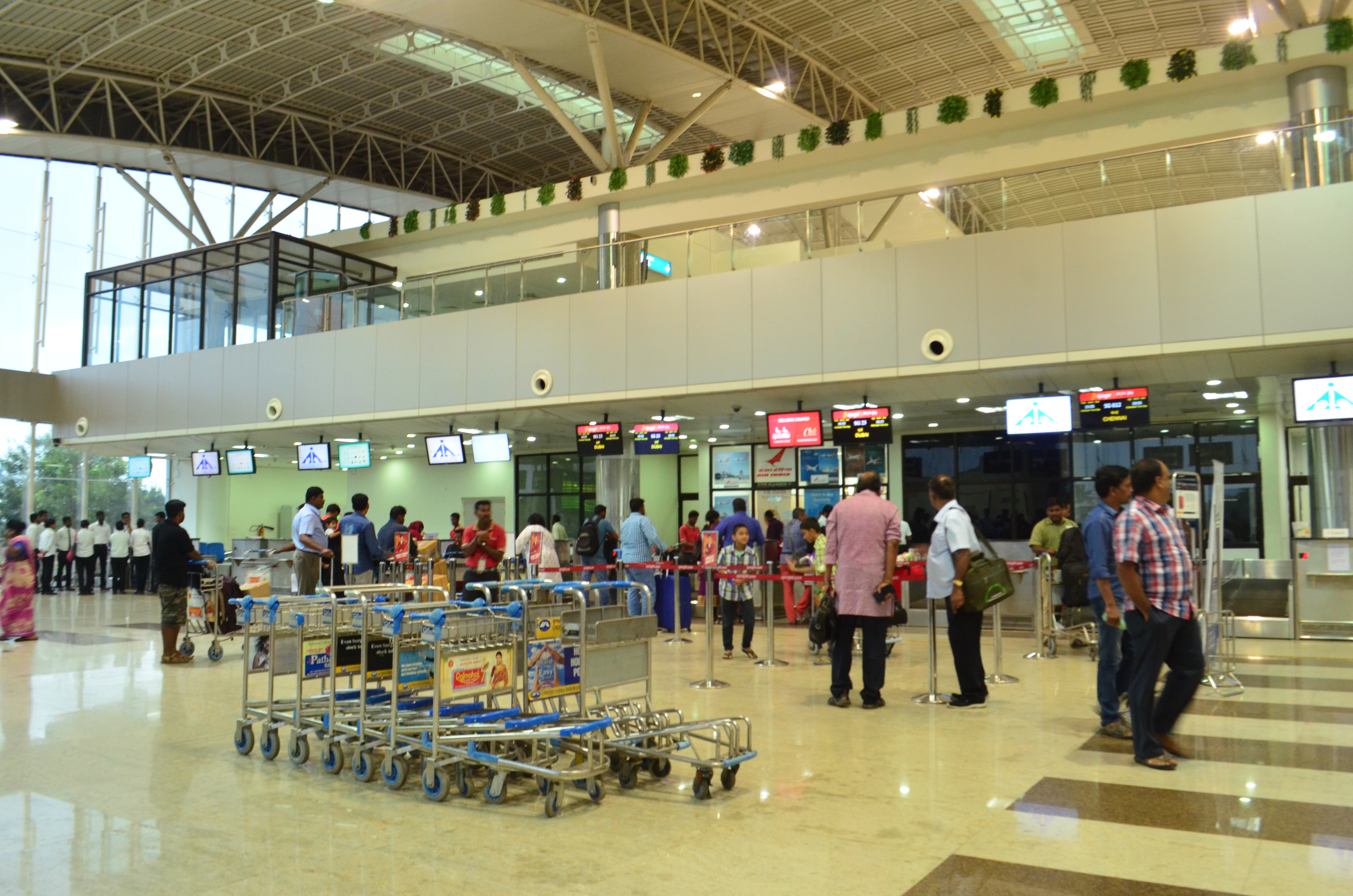
空港のチェックインカウンター（2016年撮影）

| 航空会社             | 就航地 |
| -------------------- | --- |
| エア・カーニバル     | チェンナイ国際空港（チェンナイ） |
| エア・インディア     | チェンナイ国際空港（チェンナイ）、チャトラパティ・シヴァージー国際空港（ムンバイ） |
| ジェットエアウェイズ | ケンペゴウダ国際空港（バンガロール）、チェンナイ国際空港（チェンナイ） |
| スパイスジェット     | チェンナイ国際空港（チェンナイ）、バンダラナイケ国際空港（コロンボ）、インディラ・ガンディー国際空港（デリー）、ドバイ国際空港（ドバイ）、ラジーヴ・ガンディー国際空港（ハイデラバード）、チャトラパティ・シヴァージー国際空港（ムンバイ） |
| スリランカ航空       | バンダラナイケ国際空港（コロンボ） |